# Februari 1933
| Deze maand |
| --- |
| - Muiterij op de Zeven Provinciën - Japan verlaat de Volkenbond - Gevechten tussen Colombia en Peru - Brand in het Rijksdaggebouw |

De volgende gebeurtenissen speelden zich af in februari 1933. Sommige gebeurtenissen kunnen 1 of meerdere dagen te laat genoemd worden doordat ze soms vermeld zijn op de datum waarop ze bekend zijn geworden in plaats van de datum dat ze plaatsvonden.

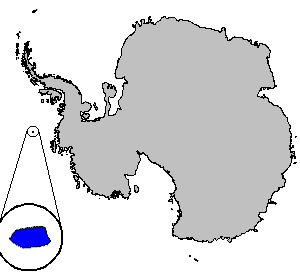
Ligging van Peter I-eiland

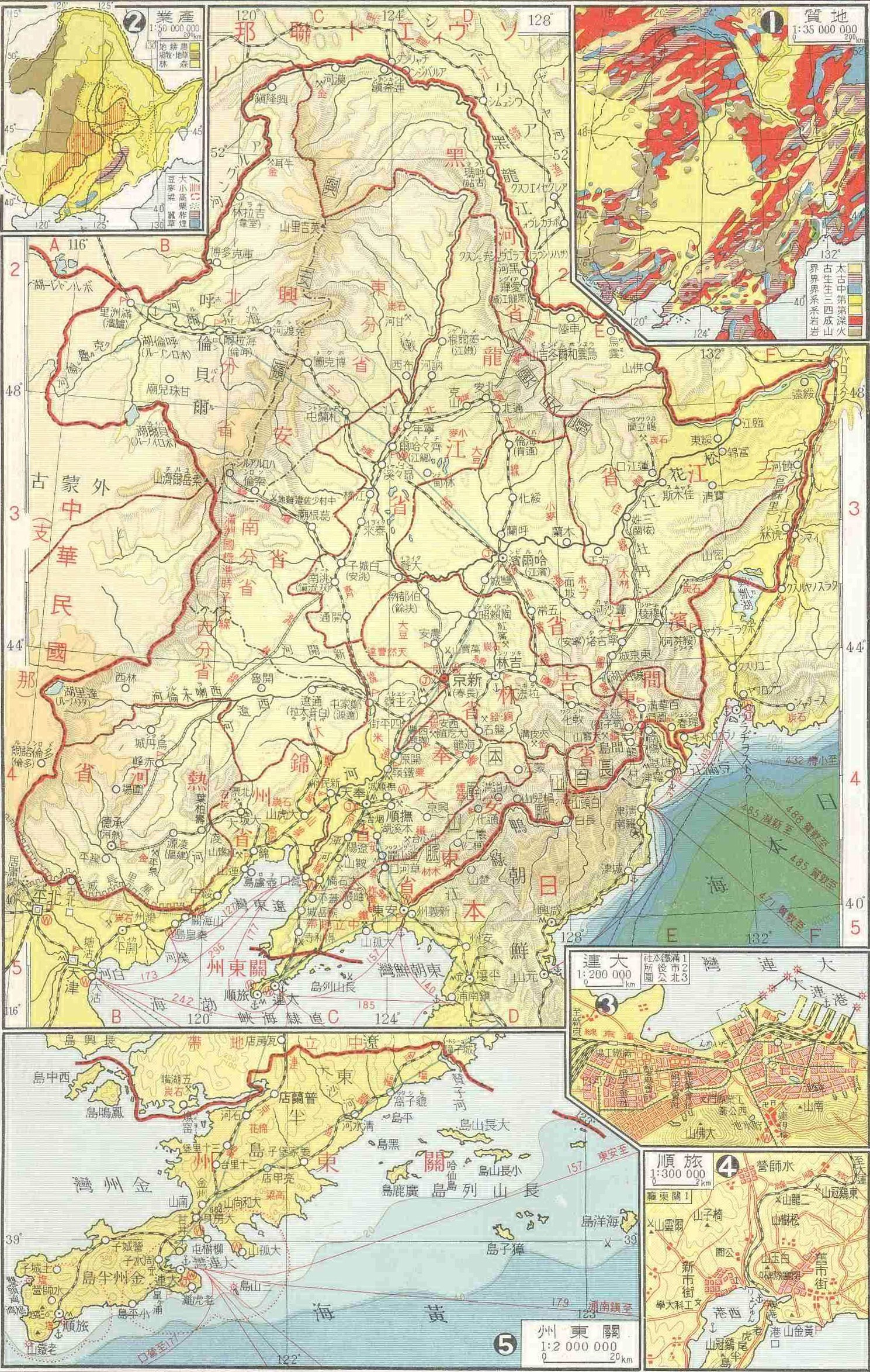
Mantsjoerije

Franz von Papen

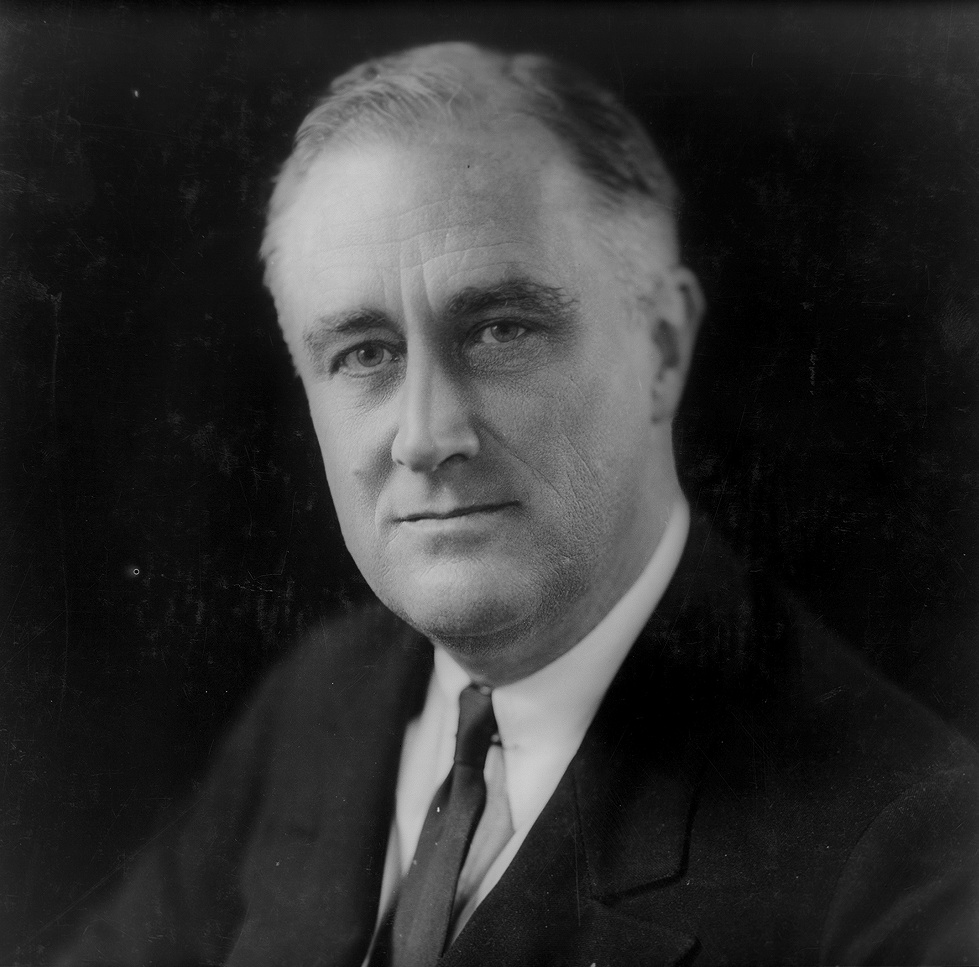
Franklin Delano Roosevelt

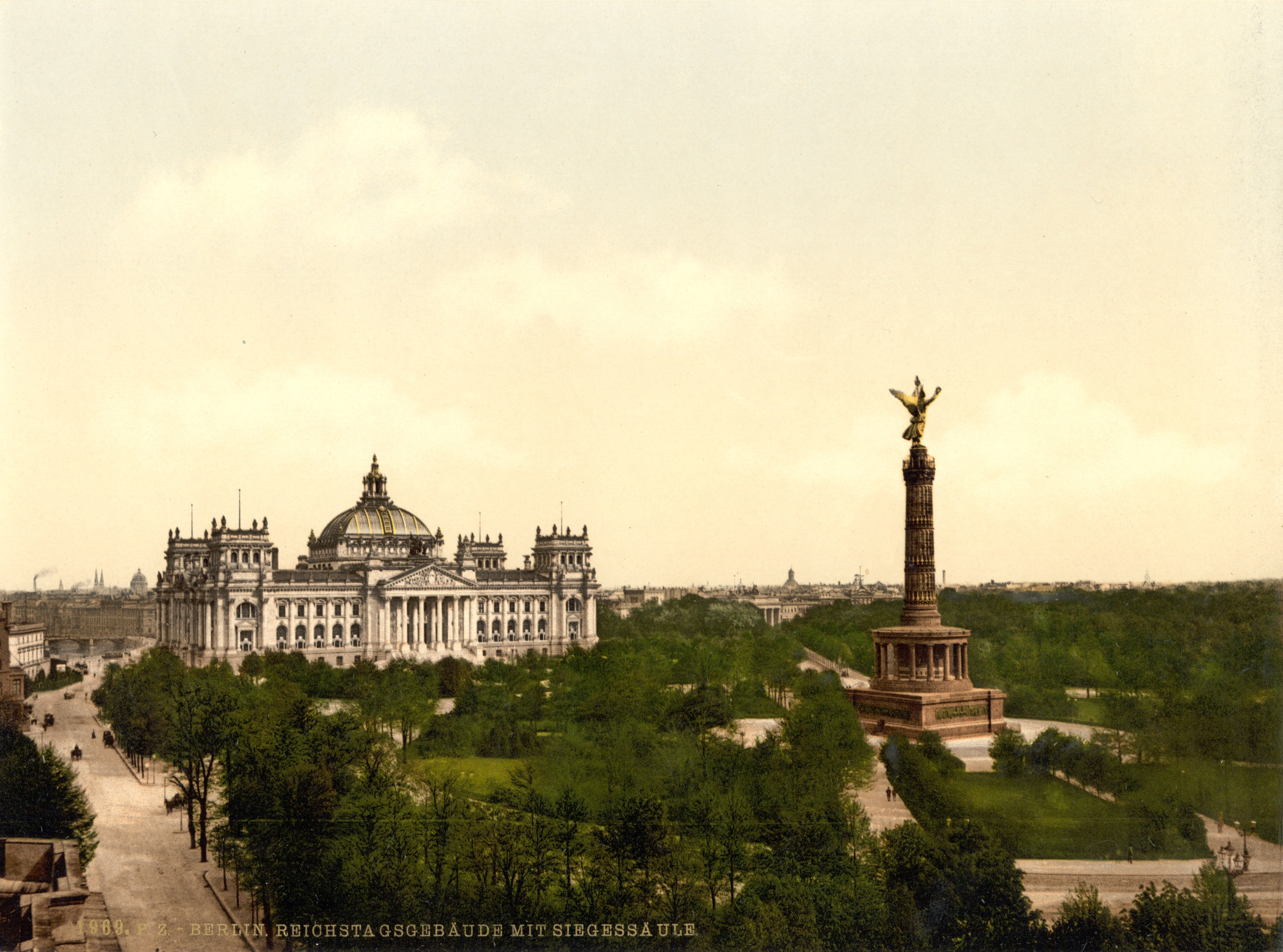
Rijksdaggebouw

- 1: De Duitse Rijksdag wordt ontbonden. Nieuwe verkiezingen worden vastgesteld voor 5 maart.
- 1: In Denemarken worden zowel stakingen als uitsluitingen van werknemers voor een periode van 1 jaar verboden.
- 2: Noorwegen wenst het Peter I-eiland onder zijn soevereiniteit te plaatsen.
- 2: De Tweede Kamer in Nederland neemt een wijziging van de Kieswet aan. Deze houdt onder meer een andere verdeling van de restzetels in.
- 3: Nederlandse militairen wordt het lidmaatschap verboden van weerbaarheidsorganisaties verbonden aan vaak nationaalsocialistische groepen.
- 3: In Pruisen wordt een demonstratieverbod voor communisten ingesteld.
- 3: In België wordt bezorging van het socialistische blad Le Peuple in kazernes verboden.
- 3: In het conflict tussen het Verenigd Koninkrijk en Perzië betreffende de concessie van de Anglo-Persian Oil Company wordt bespreking door de Volkenbond minimaal tot mei uitgesteld. In tussentijd wordt getracht via bilateraal overleg een overeenkomst te bereiken.
- 4: Een groep leden stapt uit de Onafhankelijke Socialistische Partij, die zij te reformistisch vinden. De groep gaat het blad De Socialist uitgeven.
- 4: Op het pantserschip Hr. Ms. De Zeven Provinciën in Nederlands Oost-Indië breekt naar aanleiding van bezuinigingen muiterij uit.
- 5: Nadat een voorstel ter lettificatie van het onderwijs aan minderheden door het parlement wordt verworpen, treedt de regering van Letland af.
- 6: Paul von Hindenburg stuurt de Pruisische regering naar huis. De regeringsverantwoordelijkheid wordt gedragen door een driemanschap Kerrl-Adenauer-von Papen.
- 6: De Commissie van 19, de Volkenbondscommissie betreffende het Chinees-Japanse conflict, beveelt aan om Mantsjoekwo expliciet niet te erkennen en een oproep te doen om niet met de staat samen te werken.
- 7: De Pruisische regering-Braun gaat bij het staatsgerechtshof in beroep tegen de noodverordening van 6 februari.
- 7: Het bezit en de verspreiding van socialistische dagbladen wordt voor Nederlandse militairen verboden.
- 8: In diverse plaatsen in Turkije komt het tot onlusten naar aanleiding van een bevel dat gebeden in de moskeeën in het Turks en niet meer in het Arabisch gezegd moeten worden.
- 8: Éamon de Valera wordt herkozen als president van Ierland.
- 10: De muiters op Hr. Ms. De Zeven Provinciën worden overmeesterd en gearresteerd. 18 bemanningsleden komen om bij de actie.
- 11: In een interview met de Sunday Express noemt Adolf Hitler zijn wensen in de buitenlandse politiek:
  - herziening van het verdrag van Versailles
  - ontwapening van Frankrijk dan wel bewapening van Duitsland
  - teruggave van de Poolse corridor
  - teruggave van de Duitse koloniën
  - uitroeiing van het communisme
- 11: J.E. Eikenboom, commandant van Hr. Ms. De Zeven Provinciën, wordt uit zijn functie ontheven omdat hij zich van waarschuwingen over de ophanden zijnde muiterij niets had aangetrokken. Het dodental van de ontzetting van het schip is gestegen tot 23.
- 11: In Roemenië worden alle communistische organisaties verboden.
- 11: Vijfde verschijning van Maria te Banneux.
- 12: De SDAP protesteert tegen de gewelddadige wijze waarop de muiterij op Hr. Ms. De Zeven Provinciën is neergeslagen.
- 14: De Commissie 19, de Volkenbondscommissie betreffende het Chinees-Japanse conflict, komt met haar voorstellen:
  - terugtrekking van de Japanse troepen tot de Japanse spoorwegzone
  - autonomie van Mantsjoerije binnen China
- 15: In het conflict tussen Colombia en Peru over Leticia komt het tot gevechtshandelingen.
- 15: Tussen de leden van de Kleine Entente (Tsjecho-Slowakije, Joegoslavië en Roemenië) wordt een nieuwe overeenkomst gesloten. In de buitenlandse politiek zal nauw worden samengewerkt.
- 15: Het kabinet-De Broqueville neemt ontslag, doch koning Albert weigert het ontslag te aanvaarden, en de regering blijft aan.
- 15: Na een conflict tussen de Nederlandse regering en de Tweede Kamer betreffende bezuinigingen op de rechterlijke macht, wordt de Tweede Kamer ontbonden. Nieuwe verkiezingen zullen op 26 april plaatsvinden.
- 15: Zesde verschijning van Maria te Banneux.
- 16: In Miami wordt een aanslag gepleegd op toekomstig president Franklin D. Roosevelt door Giuseppe Zangara. Roosevelt blijft ongedeerd, doch onder meer Anton Cermak, burgemeester van Chicago, raakt gewond.
- 17: De Amerikaanse Senaat neemt een resolutie aan ter afschaffing van de drooglegging.
- 17: David Lloyd George richt een nieuwe partij op, de Welsh-Liberalen. Hiertoe treden 10 Welshe afgevaardigden toe, waarvan 6 uit de Liberal Party en 3 uit de groep rond Lloyd George zelf.
- 20: In verband met de muiterij op Hr. Ms. De Zeven Provinciën wordt het leden van marine en landmacht verboden om aan politieke bijeenkomsten deel te nemen.
- 20: Giuseppe Zangara, de dader van de aanslag op Franklin D. Roosevelt, wordt tot 80 jaar gevangenisstraf veroordeeld.
- 20: Voorlaatste (zevende) verschijning van Maria te Banneux.
- 21: Tussen België, Nederland en Luxemburg wordt een nieuw handelsverdrag getekend, dat een overeenkomst uit 1863 vervangt.
- 22: Japan verwerpt het rapport van de Commissie van 19 (de Volkenbondcommissie betreffende het Chinees-Japanse conflict)
- 23: Op de Ontwapeningsconferentie wordt een Frans voorstel aangenomen, dat stelt dat slechts een defensief militair statuut, een beperkt aantal opgeroepen militairen, korte diensttijd en een termijn voor langzame mobilisatie met een regime van veiligheid in overeenstemming is.
- 24: Finland treedt toe tot de Oslo-conventie, een economisch verdrag tussen België, Denemarken, Nederland, Noorwegen en Zweden.
- 25: De Volkenbond neemt het rapport van de Commissie van 19 aan. De soevereiniteit van China over Mantsjoerije wordt erkend en de Japanse actie veroordeeld. Mantsjoekwo wordt expliciet niet erkend. Een artikel van het Volkenbondstatuut treedt hierdoor in werking, inhoudende dat geen van de lidstaten met China oorlog mag voeren.
- 25: Japan verlaat in reactie hierop de Volkenbond.
- 25: De Noorse regering treedt af.
- 26: De Volkenbondcommissie betreffende het Chinees-Japanse conflict wordt permanent. Nederland en Canada worden als leden toegevoegd.
- 27: Japan verklaart dat het, ondanks zijn terugtrekking uit de Volkenbond, aan de Ontwapeningsconferentie zal blijven deelnemen.
- 27: Er wordt brand gesticht in het Rijksdaggebouw. De Nederlandse communist Marinus van der Lubbe wordt gearresteerd. Zie: Rijksdagbrand.
- 28: In Duitsland wordt in reactie op de Rijksdagbrand een noodverordening tegen de communisten uitgevaardigd. Punten zijn onder meer:
  - Opschorting van diverse grondrechten. Zo wordt de vrijheid van meningsuiting opgeschort en worden willekeurige arrestaties mogelijk gemaakt.
  - Doodstraf voor hoogverraad, vergiftiging, brandstichting, veroorzaken van ontploffingen, veroorzaken van overstromingen, beschadiging van de spoorwegen
  - 15 jaar of levenslang tuchthuis voor aanslag op regeringsleden, oproer, landvredebreuk en gijzeling met politieke bedoelingen

← · januari · februari · maart · april · mei · juni · juli · augustus · september · oktober · november · december ·  →